# SV Tasmania Berlin
Maillots
Le SV Tasmania Berlin est un club allemand de football basé dans l'arrondissement de Neukölln à Berlin. 
Il est fondé sous l'appellation Rixdorfer TuFC Tasmania 1900 en 1900 avant de nouveau changer pour SC Tasmania 1900 Berlin en 1912 quand Rixdorf est renommé Neukölln.  
En raison de sa catastrophique -et unique- saison en Bundesliga en 1965-1966, il est notoirement considéré comme le plus mauvais club de l'histoire du football allemand.
À la suite de graves difficultés financières, le club doit déclarer banqueroute en 1973 et se dissout pour être refondé la même année par les joueurs de son équipe réserve sous le nom de Tasmania Neukölln puis en 2000, SV Tasmania Gropiusstadt 1973. 

## Histoire
Le club est fondé le 2 juin 1900 sous le nom de Rixdorfer TuFC Tasmania 1900, en 1907 le nom devient Rixdorfer FC Tasmania 1900. Le club joue dans la ligue berlinoise, en passant souvent du premier au deuxième niveau ou inversement. En 1912, lorsque le quartier de Rixdorf change de nom en Neukölln, le club devient le Neuköllner SC Tasmania.
Après la deuxième guerre mondiale, le club est dissout par les alliés, puis renommé SG Neukölln-Mitte en 1946. En 1949, le club monte en Ligue de Berlin et se renomme, SC Tasmania 1900 Berlin. Jusqu'à la création de la Bundesliga en 1963, le club est très populaire à Berlin-Ouest, avec trois titres de champion de Berlin et cinq Coupes de Berlin, ce qui explique la déception du club quand est créée la Bundesliga et le choix d'y intégrer son concurrent, le Hertha Berlin.

### Saison 1965-1966: unique saison en Bundesliga
Deux ans après sa candidature ratée pour la nouvelle Bundesliga, le club est admis au plus haut niveau du football allemand. Lors d'un contrôle des comptes de son concurrent du Hertha Berlin, celui ci est rétrogradé en seconde division pour avoir frauduleusement rémunéré ses joueurs au-dessus du plafond prévu de salaires. 
En pleine Guerre froide avec la récente édification du Mur de Berlin en particulier, les instances dirigeantes d'Allemagne de l'Ouest souhaitent conserver un club de Berlin au sein de la Bundesliga et décident de remplacer le Hertha Berlin par une autre équipe berlinoise.
Le SC Tasmania 1900 Berlin se retrouve catapulté en Bundesliga deux semaines seulement avant le début de la saison, pour éviter les critiques d'une admission politique, le FC Schalke 04 qui devait être relégué est réadmis ce qui porte la Bundesliga à 18 équipes, qui est toujours le nombre de participants actuel.
Le club est obligé de rappeler ses joueurs, alors en vacances, et de leur donner un statut de professionnel, l'équipe ne pourra pas rivaliser avec ses concurrents, et deviendra la plus mauvaise équipe de Bundesliga.
Après sa relégation de Bundesliga, le club évolue en Regionalliga Berlin et restera souvent en haut de tableau, se qualifiant même trois fois pour les barrages de promotion en Bundesliga (1969, 1971 et 1972), mais en 1973, Tasmania connaît des difficultés financières et fait faillite.

### Refondation du club en 1973
Quelques mois après la disparition du SC Tasmania 1900 Berlin, des parents de jeunes joueurs refondent le club sous le nom SV Tasmania 73 Neukölln, le club débute au plus bas niveau du football allemand, soit le septième niveau. En cinq années, le club connaîtra trois promotions, puis se retrouve en Oberliga Berlin, à l'époque la troisième division.
En 2000, le club est renommé SV Tasmania Gropiusstadt 73 puis en 2011, SV Tasmania Berlin. En 2020-2021, il évolue au cinquième niveau du football allemand.

## Records
Repêché au dernier instant pour des raisons strictement politiques et non sportives d'une ligue régionale amateur pour être envoyé en première division, l'écart entre SC Tasmania 1900 Berlin et les autres clubs professionnels est évident et entraîne une série de records infamants qu'aucune équipe évoluant en Bundesliga n'a "surpassé" depuis :
- Le plus faible nombre de points acquis en une saison : 8 (10 avec le système actuel de victoire à 3 points)
- Le plus faible nombre de victoires en une saison : 2 (ex æquo avec Wuppertaler SV en 1974–1975)
- Le plus grand nombre de défaite en une saison : 28
- Unique équipe de la Bundesliga sans aucune victoire à l'extérieur
- La plus longue série de rencontres sans victoires : 31 matchs (14 août 1965 – 21 mai 1966)
- Le plus grand nombre de défaites à domicile en une saison : 12 matchs
- Le plus grand nombre de défaites à domicile successives : 8 matchs (28 août 1965 – 8 décembre 1965) ex æquo avec le Hansa Rostock en 2004–2005
- Le plus grand nombre de défaites consécutives : 10 matches, ex æquo avec l'Arminia Bielefeld en 1999–2000
- La pire différence de buts : 15 marqués contre 108 encaissés
- La plus grosse défaite à domicile : 0–9 contre Meidericher SV, le 26 mars 1966. Ce record a failli être égalé quand le Bayer Leverkusen menait contre SSV Ulm 1846 9–0 en 2000 quand Leandro Fonseca marque pour ÜUm dans le temps additionnel (score final 9-1).
- Jusqu'en 1993, le plus grand nombre de minutes jouées sans marquer de but : 831 minutes (2 octobre 1965 – 11 décembre 1965), surpassé depuis par le 1. FC Saarbrücken et le 1. FC Köln
- La pire affluence jamais enregistrée en Bundesliga avec 827 spectateurs (en comparaison, leur premier match cette saison avait attiré 81 500 curieux [1] et 70 000 spectateurs lors du second)